# Фінська академія наук
Фінська академія наук (офіційна фінська: Suomalainen Tiedeakatemia, латинська: Academia Scientiarum Fennica, англійська: Finnish Academy of Science and Letters) — загальне наукове товариство, засноване в Гельсінкі в 1908 році.

## Структура Академії
Члени Академії є виборними та їх кількість обмежена. Академія поділяється на клас математики та природничих наук (Matemaattis-luonnontieteellineen osasto) з сімома предметними підгрупами та гуманітарний клас (Humanistineen osasto) з вісьмома підгрупами. Загалом у 2011 році Академія нараховувала 649 фінських та 188 іноземних членів, при цьому підгрупи мають фіксовану кількість (331) зі 194 представниками природничих наук і 139 представниками гуманітарних наук. Іноземні вчені можуть бути обрані членами-кореспондентами за видатними досягненнями. Крім того, можуть бути призначені почесні члени.
Структура станом на 2012 рік: клас математики та природничих наук, 194 члени: математика та інформатика (28), фізика та астрономія (26), науки про Землю (24), хімія (21), біологія (22), сільське та лісове господарство (22) і медицина (51). Гуманітарний клас: теологія та релігієзнавство (11), філософія та естетика (12), психологія та педагогіка (14), історія та археологія (17), фіно-угрознавство (17), лінгвістика (21), право (18) та соціальні науки (29).
Академію створили як аналог тодішнього шведськомовного Фінського наукового товариства, заснованого в 1838 році. Її також слід відрізняти від Академії Фінляндії, заснованої в 1947 році, яка підпорядковується Міністерству освіти та культури.

## Інтернет-ресурси
- Website der Finnischen Akademie der Wissenschaften, finnisch/englisch
- Annual report of the Finnish Academy of Science and Letters for 2011, PDF, englisch
- Website der FF Communications, englisch